# Konferencja pekińska

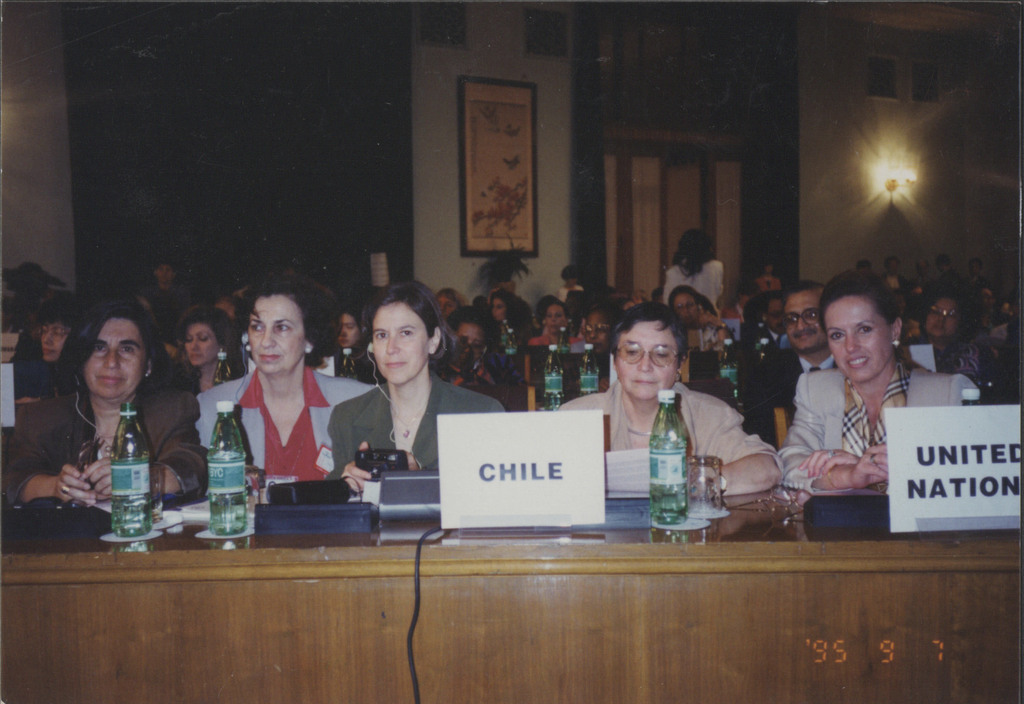
Chilijskie polityczki na IV Światowej Konferencji w sprawie Kobiet, która odbyła się w Pekinie: María Antonieta Saa, Fanny Pollarolo, Mariana Aylwin, María Elena Carrera i María Angélica Cristi.

IV Światowa Konferencja w sprawie Kobiet pod egidą ONZ odbyła się w Pekinie w dniach 4–15 września 1995 roku. Uczestniczyło w niej 189 rządów oraz ponad 5 tys. przedstawicielek i przedstawicieli organizacji pozarządowych. Przyjęto na niej dwa dokumenty końcowe: Deklarację Pekińską i Platformę Działania - Cele Strategiczne.
Celem Konferencji było określenie strategii działania na rzecz równości kobiet i mężczyzn oraz zwiększenia udziału kobiet w życiu społecznym, politycznym i gospodarczym. Platforma Działania wskazuje dwanaście obszarów o podstawowym znaczeniu dla walki z dyskryminacją kobiet oraz określa działania, które mają podjąć rządy, instytucje międzynarodowe, organizacje pozarządowe i sektor prywatny. Jednocześnie wzywa się wszystkie rządy do tworzenia narodowych programów działania dla upowszechnienia równego traktowania kobiet i mężczyzn przez prawo, na rynku pracy, w rodzinie, w życiu politycznym i społecznym.
Polskim wkładem na Konferencję pekińską było sporządzenie przez Społeczny Komitet Organizacji Pozarządowych raportu dotyczącego problemów kobiet w Polsce.
Konferencja Pekińska podjęła problem nierówności między płciami w kontekście praw człowieka. Zaleciła gender mainstreaming jako sposób wyrównywania nierówności między płciami. Podczas obrad doszło do kontrowersji dotyczących m.in. praw reprodukcyjnych (w tym aborcji) oraz praw lesbijek. Niektóre państwa domagały się uznania ich za prawa człowieka, inne (m.in. Watykan) były temu przeciwne.
Wcześniejsze Światowe Konferencje ONZ w sprawie Kobiet odbyły się w Meksyku (1975), Kopenhadze (1980) i Nairobi (1985).